# Red Asociativa de Desarrollo Sostenible de los Oasis
La Red Asociativa de Desarrollo Sostenible de los Oasis (RADDO) es una red de asociaciones activas en el Magreb dedicada a la salvaguarda de los oasis y a la promoción del desarrollo sostenible en este medio natural. Fue creada en noviembre de 2001 para hacer frente a la creciente degradación de los oasis de África denunciada por sus habitantes. A lo largo de la historia, varios cambios y transformaciones socioculturales han afectado a estos ecosistemas especiales y han provocado diversas disfunciones.
Los oasis son imprescindibles para el desarrollo de las zonas áridas y son verdaderos modelos de adaptación y herramientas de lucha contra la desertificación. La RADDO se encarga de sensibilizar a la comunidad internacional sobre la situación de estos ecosistemas y los impactos actuales y futuros del cambio climático sobre los oasis.
Lucha sobre todo por una mejor gestión del agua en los oasis y la salvaguarda de la palmera datilera, especie protegida y símbolo de vida en las zonas desérticas.

## Historia
En junio de 2000, diversas asociaciones de oasis se reunieron en Chenini (Túnez) por iniciativa del CARI  y del CCFD-Terre Solidaire. El CARI había previamente realizado un trabajo para la salvaguarda del Oasis de Chenini en el año 1993, lo que había facilitado la constitución de la ASOC. Durante este encuentro, se sentaron las bases de una red entre las asociaciones de la sociedad civil que representaban a los habitantes de los oasis de Túnez, de Argelia, de Marruecos y Mauritania y las asociaciones francesas que llevaban a cabo acciones de desarrollo sostenible. En este contexto, se profundizó la reflexión sobre la organización en red de los habitantes de los oasis. Así, en noviembre de 2000, el Foro Civil Euromed de Marsella, que reunía a los representantes de la mayoría de los habitantes de los oasis, dio lugar a la presentación del movimiento. De estos intercambios, se destacaron tres necesidades principales: un lugar de concentración de los saberes y de los conocimientos, una coordinación entre los portavoces de los oasis, y acciones de desarrollo sostenible en estos ecosistemas. 
Para reforzar el movimiento de los oasis, se organizó un encuentro magrebí de una quincena de  asociaciones de desarrollo sostenible en Beni Isguen (Argelia) del 31 de octubre al 3 de noviembre de 2001. La RADDO tomó realmente forma allí y las ONG participantes decidieron entablar acciones concretas para la salvaguarda de los oasis y la promoción del desarrollo sostenible en la región del Magreb. En 2002 se celebró un encuentro en Marruecos con el fin de definir un programa de acciones concretas relativas a los oasis y de preparar la participación de la RADDO en la Cumbre Mundial sobre el Desarrollo Sostenible en Johannesburgo. Con el fin de dar voz a los habitantes de los oasis, se redactó la Declaración de los Oasis y una delegación de la RADDO la entregó durante la Cumbre. Esta declaración se puede consultar en francés y en inglés.
El mismo año los representantes de la RADDO participaron al Foro Social de Porto Alegre. En agosto de 2003, la RADDO participó en la VI Conferencia de las Partes de la Convención de las Naciones Unidas de Lucha contra la Desertificación (UNCCD por sus siglas en inglés) en Cuba. A lo largo de estos últimos años, la RADDO ha intervenido en otros eventos internacionales tales como la XVI edición de la Conferencia de las Partes de la Convención Marco de Naciones Unidas sobre el Cambio Climático en Cancún en 2010. En esta ocasión, el director del CARI, Patrice Burger, entregó una declaración de la RADDO (“Lutte contre la désertification: les oasis au péril du changement climatique”) a Luc Gnacadja, Secretario Ejecutivo de la Convención de Naciones Unidas para el Combate contra la Desertificación.

## Funcionamiento
La  gestión de la RADDO se funda en el Comité de seguimiento permanente (CSP). El CSP es el órgano de control y de decisión de la RADDO y se reúne como mínimo una vez al año. También se puede reunir para tomar decisiones importantes expresadas por alguno de los miembros de la red. El CSP se compone de cuatro puntos focales (uno por país miembro). Son asociaciones u ONG nacionales elegidas  para cuatro años y encargadas de animar la red y de recoger y difundir la información relativa a las acciones de salvaguarda de los oasis en cada país miembro.
El CSP está actualmente representado en el Magreb por:
- La ASOC (Asociación de Salvaguarda del Oasis de Chenini) en Túnez.
- La APEB (Asociación de Protección del Medio Ambiente en Beni-Isguen) en Argelia.
- La ALCESDAM (Asociación para la Lucha contra la Erosión, la Sequía, y la Desertificación) en Marruecos.
- La asociación Tenmiya en Mauritania.

Además, tres facilitadores europeos están asociados en el CSP:
- La ONGD española Cives Mundi.
- La asociación francesa CCFD-Terre Solidaire (Comité católico contra el hambre y para el desarrollo).
- La asociación francesa CARI (Centro de Acciones y de Realizaciones Internacionales).

Ellos acompañan y apoyan la RADDO para que pueda alcanzar sus objetivos.

## Objetivos y acciones
La RADDO tiene como objetivos:
- Promover el desarrollo sostenible global y mejorar el bienestar social en los oasis.
- Salvaguardar los oasis y reivindicarles como patrimonio económico, ecológico, cultural y social de la humanidad.
- Estructurar a la sociedad civil de los oasis para fomentar la incidencia política colectiva.

Se pueden clasificar las actividades de la RADDO en tres áreas:
- Incidencia política:

1. Organización de la sociedad civil de los oasis.
2. Defensa de la especificidad de los oasis en las políticas públicas.
3. Producción de documentos de ayuda a la toma de decisiones.
4. Promoción de los oasis en el escenario internacional.

- Capitalización y comunicación a los actores de los oasis y el público en general:

1. Identificación de los actores.
2. Recopilación de buenas prácticas.
3. Difusión de las informaciones sobre los oasis.
4. Creación de herramientas pedagógicas.
5. Sensibilización del público en general.

- Fortalecimiento de las capacidades de los actores:

1. Profesionalización de las asociaciones de los oasis.
2. Desarrollo de los intercambios entre actores.
3. Consejo y apoyo a los actores.

## Programas y proyectos

### Programa de Acciones Concertadas de los Oasis (PACO)
El PACO es el primer programa de la RADDO con financiación y surge del taller preparatorio de la Cumbre Mundial de Johannesburgo que se celebró en Guelmim y en Thajhit (Marruecos) del 15 al 19 de junio de 2002. Se trata de un proyecto con varios actores asociativos de los oasis.
El PACO se desarrolla en 5 oasis: el de Chenini-Túnez, único oasis marítimo del mundo de 165 ha y a 400 km al sureste de Tunis; el oasis de Beni-Isguen-Argelia, uno de los 5 oasis del valle del M’zab, a 600 km al sur de Argel; dos oasis de la Región de Tata, situada en la vertiente sur del Anti Atlas, en Marruecos y el oasis de Tidjikja, en la wilaya del Tagant a 600 km al noreste de Nuakchot en Mauritania.

El objetivo general es promover el desarrollo sostenible de los oasis del Magreb conservando y valorizando su patrimonio natural, económico, social y cultural.

Los objetivos más específicos del PACO son: 
- El fortalecimiento y la cualificación del medio asociativo de los oasis con el fin de consolidar sus competencias técnicas, institucionales y financieras para actuar sobre el desarrollo local en los oasis.
- La comunicación entre los habitantes de los oasis y hacia el exterior para compartir experiencias y saberes.
- La defensa de los derechos de los habitantes de los oasis y la lucha contra el aislamiento (territorial, social, institucional...).
- La apertura del medio asociativo de los oasis a otros actores sociales e institucionales del desarrollo sostenible.
- El apoyo para la formación, el respaldo institucional y el refuerzo de la concertación entre las asociaciones y las universidades.

Este programa de acciones se elaboró en 2008 por una duración de tres años alrededor de dos componentes: Movilización de la sociedad civil y Gestión sostenible de los recursos naturales.

- Movilización de la sociedad civil o fase "Movilizar":

Este componente tiene como objetivo la mejora de las condiciones socioeconómicas de la población de los oasis y está financiado por el ministerio francés de asuntos exteriores y europeos (MAEE). Tuvo una primera fase y está entrando ahora en su segunda fase por un periodo de dos años (2011-2013) gracias al apoyo de la Agencia Francesa de Desarrollo (AFD) que colabora con el CCFD-Terre Solidaire  y el CARI, miembro fundador de la RADDO. El CARI desempeña un papel importante en el programa y es el coordinador general sirviendo de intermediario entre los puntos focales de cada país.

- Gestión sostenible de los recursos naturales o fase "Operativa":

Esta parte del PACO consiste en mejorar la gestión de los recursos naturales de los oasis y en difundir buenas prácticas respetuosas del ecosistema en otros oasis del Magreb. Está financiada por la Obra Social Fundación la Caixa y gestionada por Cives Mundi desde 2007.
La fase operativa del PACO se compone de diversas vertientes temáticas que son:

1. La mejora de la producción de semillas adaptadas a los oasis: creación de una parcela de demostración, rehabilitación de la producción de semillas locales no híbridas, puesta en marcha de programas de sensibilización.
2. La adaptación y la difusión de innovaciones en el campo del tratamiento y de la conservación de los dátiles : puesta en marcha de sesión de formación sobre las técnicas de cosecha y de transporte, sensibilización de los agricultores, intercambio de experiencias.
3. El desarrollo de prácticas y técnicas de gestión para el ahorro de agua en los oasis: mejora de las técnicas relativas al cultivo y ahorro del agua (mejora del sistema de irrigación, instalación de bomba solar), mejora de las estructuras de organización, especialmente gracias a la formación.
4. La formación a una agricultura motivadora para los jóvenes, y más adaptada al medio ambiente y al concepto de « agroecología »: creación de un centro de formación en agroecología, formación de formadores, formación de los felahs, desarrollo de una etiqueta de calidad del oasis.